# پاگیاه
پاگیاه (انگلیسی: Offset) گیاه کوچکی است که از پایین پاهنگ یا پایین‌ترین بخشِ طوقه و از دل خاک برخاسته می‌شود و کاملأ همانندِ گیاه مادر است. پاگیاه گیاه کوچکی است که در پایین ساقه‌های کوتاه و ضخیم در گیاه روی سطح زمین روییده است. نمونه‌های از آن خنجری و تولید سوخک در پایین سوخ‌خا است که پس از رشد پاگیاه نامیده می‌شوند.